# Rafael Grampola
Rafael Santiago Gonçalves (Nova Granada, 9 de abril de 1988), mais conhecido como Rafael Grampola, é um futebolista brasileiro que atua como atacante. Atualmente joga pelo Imperatriz.
O apelido vem da personagem Grampola, da novela A Indomada, interpretada por Karla Muga, que fez muito sucesso na época na trama.

## Carreira

### Início no futebol
Ainda como jogador do sub-20, Rafael Grampola disputou sua primeira competição entre os profissionais em 2008, quando defendeu o Rio Preto na Copa Paulista. Depois de anotar 10 gols na competição, foi promovido ao time principal em 2009 para a disputa da Série A2 do Campeonato Paulista. Com sete gols marcados no torneio, chegou a ser sondado por equipes do Oriente Médio, mas acabou acertando sua transferência para o Ipatinga por R$ 250 mil.
No clube mineiro, não recebeu muitas oportunidades e disputou apenas uma partida na Série B. No ano seguinte, ainda vestiu a camisa do Atlético Sorocaba antes de ser contratado pelo Caxias, em junho, para disputar a Série C e a Copa FGF.

### Sergipe e Bahia
Incapaz de vencer a concorrência dos outros atacantes do Caxias, como Aloísio e Palacios, Rafael deixou o clube gaúcho ao fim da temporada e acertou com o Sergipe. Na nova equipe, ganhou status de ídolo ao se tornar artilheiro do Campeonato Sergipano, além de ter sido eleito o melhor atacante e o melhor jogador da competição.
O bom desempenho chamou a atenção do Bahia, que contratou o atacante para a Copa Governador do Estado. No entanto, Grampola não repetiu o sucesso no tricolor baiano e, em 2012, foi repassado ao Monte Azul. Como ainda tinha parte de seus direitos vinculados ao Sergipe, a torcida alvirrubra chegou a fazer campanha pelo retorno do jogador, mas ao fim do ano seu destino acabou sendo o Anápolis.

### Futebol goiano e mexicano
Do Anápolis, Rafael ainda chegou a ser emprestado para outros dois clubes de Goiás: a ASEEV e a Canedense. Em baixa na carreira, o atacante se transferiu no mesmo ano para o Zacatepec, time da segunda divisão mexicana, onde não viveu uma boa experiência.
"Profissionalmente não foi uma passagem muito boa, pois acabei me lesionando. Depois me recuperei, mas não consegui voltar tão bem. Além disso o time acabou rebaixando, isso nunca tinha acontecido na minha carreira."— Rafael Grampola

### Gama
Após oito meses no México, o atacante retornou ao Brasil em 2015 para defender as cores do Gama. O início no time alviverde não foi fácil e o atleta chegou a ser vaiado pela torcida na semifinal do Campeonato Brasiliense. No entanto, deu a volta por cima e marcou dois gols na final, ajudando a equipe a garantir a taça. No ano seguinte, não conquistou títulos, uma vez que o Gama foi eliminado na semifinal do Campeonato Metropolitano e ficou com o vice-campeonato na Copa Verde. Ainda assim, Grampola se destacou garantindo a artilharia nas duas competições.

### Bragantino
Em junho de 2016, acertou com o Bragantino para jogar a Série B. Mesmo marcando sete gols no torneio, não foi capaz de evitar o rebaixamento do Massa Bruta. Ao fim do ano, chegou a receber sondagens do Paysandu, mas permaneceu na equipe paulista para 2017, quando ajudou o clube a retornar à elite do futebol paulista ao anotar oito gols na campanha do vice-campeonato da Série A2.

### Joinville
Em maio de 2017, Rafael Grampola se transferiu para o Joinville. No clube catarinense, foi artilheiro da Série C com 13 gols em 15 jogos, sendo quatro deles marcados na goleada por 8–1 diante do Mogi Mirim, na última rodada da primeira fase. Na Copa Santa Catarina, anotou dois hat-tricks e somou sete gols em quatro partidas disputadas, ficando com a vice-artilharia da competição. Ao todo, o atacante marcou 20 gols em 19 partidas pelo JEC na temporada, tornando-se o maior artilheiro do futebol catarinense de 2017.
Em 2018, foi o artilheiro do Campeonato Catarinense com nove gols, ao lado de Lima, do Hercílio Luz. Também foi eleito o melhor atacante da competição, juntamente com André Luís, do Figueirense. Entretanto, no segundo semestre, o Joinville acabou rebaixado para a Série D ao fim da Série C.

### Paraná
Após a confirmação do rebaixamento do Joinville, o jogador teve seu contrato renovado com o clube catarinense e foi emprestado para o Paraná até o fim do ano para a disputa da Série A.

### Retorno ao Joinville e Brasil de Pelotas
No início de 2019, Grampola voltou de empréstimo para o Joinville, mas não foi bem no Campeonato Catarinense e sequer foi inscrito para a disputa da Série D, tendo seu contratado rescindido em maio. Pouco tempo depois, acertou sua transferência para o Brasil de Pelotas.

### Emirados Árabes
Em setembro de 2019, Rafael se despediu do Brasil de Pelotas através de uma publicação no Instagram. Na semana seguinte, em nova postagem na rede social, o atacante confirmou o acerto com o Dibba Al-Hisn, clube da segunda divisão dos Emirados Árabes. Em junho de 2020, mais uma vez o jogador utilizou a plataforma para anunciar que estava trocando de clube no país, contratado pelo Al Hamriyah.

### Juventude
De volta ao Brasil, Grampola foi contratado pelo Juventude em novembro de 2020 e acabou se tornando um dos destaques da equipe que conquistou o acesso na Série B.

### Paysandu e Capital
No segundo semestre de 2021, foi anunciado pelo Paysandu na expectativa de substituir o centroavante Nicolas, porém não vingou no clube paraense e deixou a equipe em novembro do mesmo ano, considerado uma das piores contratações da temporada. Em 2022, passou a defender as cores do Capital, equipe novata do Distrito Federal.

### Futebol mineiro
Entre 2022 e 2023, defendeu duas equipes mineiras: o Betim Futebol e o Ipatinga, respectivamente. Porém, neste último, conviveu com lesões e não conseguiu fazer muitas partidas.

### Retorno ao Sergipe
Para a temporada de 2024, o atacante retornou ao Sergipe, equipe pela qual foi artilheiro 13 anos antes. Aos 36 anos, o centroavante foi contratado com altas expectativas devido ao bom desempenho na primeira passagem, porém não repetiu a dose na sua volta ao Gipão e foi dispensado ao fim do Campeonato Estadual.

### Imperatriz
Em janeiro de 2025, foi anunciado como reforço do Imperatriz.

## Títulos
Gama
- Campeonato Brasiliense: 2015

## Artilharias
Sergipe
- Campeonato Sergipano: 2011 – 11 gols

Gama
- Copa Verde: 2016 – 6 gols
- Campeonato Brasiliense: 2016 – 6 gols

Joinville
- Campeonato Brasileiro - Série C: 2017 – 13 gols
- Campeonato Catarinense: 2018 – 9 gols